# Veldtelefoon

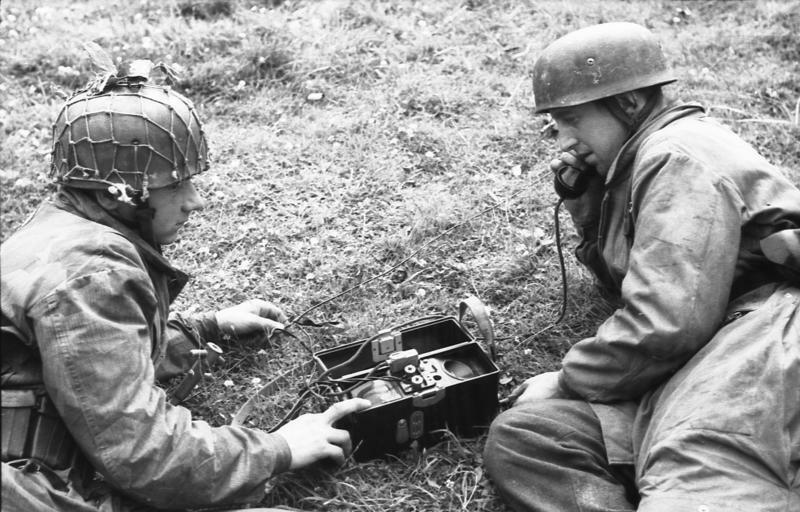
Een veldtelefoon

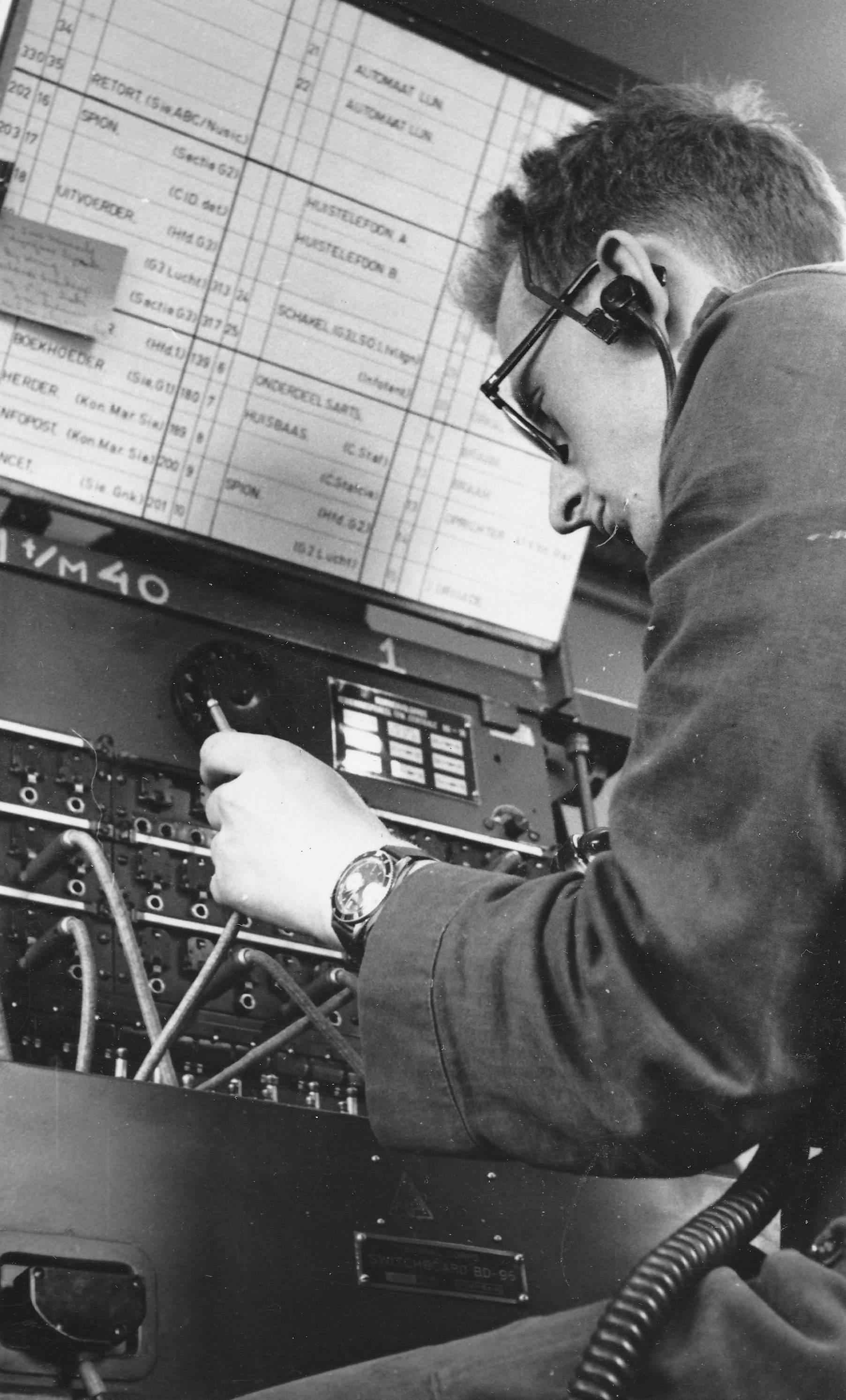
Een veldtelefooncentrale

Een veldtelefoon is een telefoon die voornamelijk te velde door het leger gebruikt wordt. Kenmerkend is het gebruik van batterijen voor de nodige energie en een slinger voor het opwekken van het weksignaal voor de tegenpost. Bij gebruik van een centrale kan het weksignaal ook elektronisch worden opgewekt.
Om militaire berichten te versturen worden deze telefoons met een draadverbinding (veldkabel) gekoppeld, eventueel via een telefooncentrale. Een daarvoor veel gebruikte verbinding bestaat uit twee getwiste geïsoleerde draden met elk vier koperaders voor de geleiding en drie aders van staal t.b.v. de mechanische treksterkte. Aanduiding: WD-1/TT.
Ook in de huidige tijd met alle moderne communicatiemiddelen en communicatiesatellieten wordt soms van veldtelefonie gebruik gemaakt omdat het nauwelijks te storen is en omdat het slechts is af te luisteren door de kabels af te tappen.
Bij oorlogsvoering in tunnelsystemen is een veldtelefoon onmisbaar, door de verminderde werkzaamheid van radiogolven.

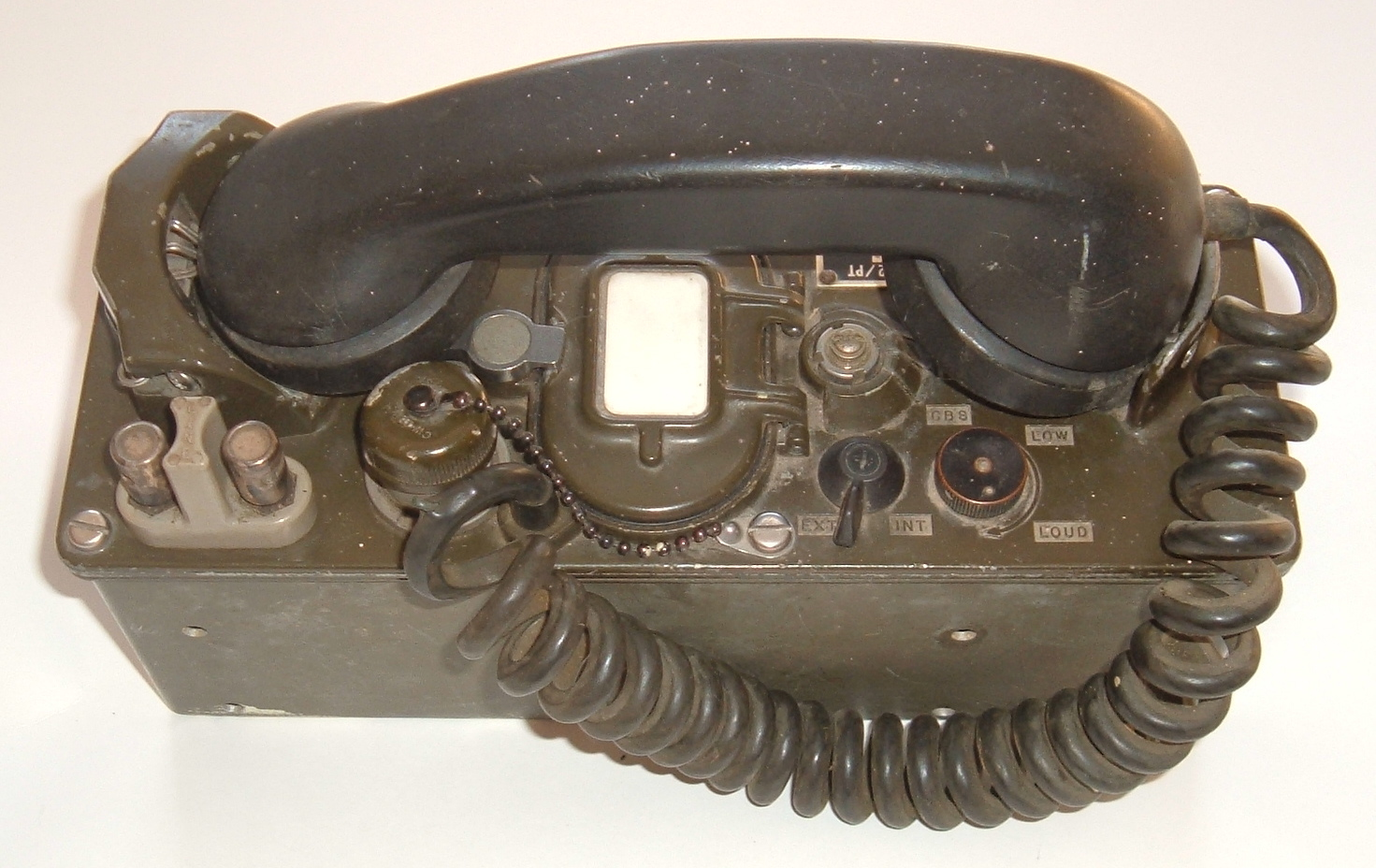
TA-312 veldtelefoon

## Geschiedenis
Reeds in 1889, kort na de uitvinding van de telefoon, testte het Amerikaanse leger een telefoon die qua uitvoering en materiaal bestand was tegen de omstandigheden van een oorlog. Men vond echter de kosten te hoog om het apparaat daadwerkelijk in productie te nemen. Het Britse leger gebruikte de eerste verder ontwikkelde veldtelefoons daadwerkelijk tijdens de Tweede Boerenoorlog (1899-1902). Tijdens de Eerste Wereldoorlog werd de veldtelefoon door diverse legers op grote schaal gebruikt aan het front als verbindingsmiddel tussen de infanterie en artillerie. Het statische verloop van de loopgravenoorlog had als voordeel dat de kabels tussen de diverse posten niet vaak hoefden te worden verlegd, maar dat bracht tevens het nadeel met zich mee dat de vijand de verbinding kon aftappen en zo kon meeluisteren, hetgeen ook gebeurde. Militaire radioverbindingen stonden in deze tijd nog in de kinderschoenen en veel berichten werden door postduiven overgebracht.
In de Tweede Wereldoorlog kreeg het gebruik van de veldtelefoons steeds vaker de voorkeur boven het gebruik van radioverbindingen vanwege het risico van afluisteren. Pas op het einde van de twintigste eeuw werd de veldtelefoon door draadloze apparatuur verdrongen doordat de voortschrijdende techniek radioapparatuur voor korte afstand compacter, betrouwbaarder en veiliger maakte, mede door het gebruik van cryptografie.